# Veliki Badić
Veliki Badić falu Bosznia-Hercegovinában, a Bosznia-hercegovinai Föderáció Una-Szanai kantonjában, Bosanska Krupa községben.

## Fekvése
Bosznia-Hercegovina északnyugati részén, Bihácstól légvonalban 27, közúton 41 km-re északkeletre, Bosanska Krupa központjától légvonalban 4, közúton 7 km-re északkeletre, a Bajrin-patak völgyében, és a környező dombokon fekszik. Az Una völgyének jobb oldalán lévő karsztfennsíkot kis patakok egész hálózata szeli át. A legnagyobbak a Bukovska és a Mala Bukovska, amelyek az Unába folynak. E patakok által alkotott kanyarulatokban települések találhatók. Veliki Badić falu egy része, amelyet Musteljinek hívnak, egy kisebb faluként jelenik meg, míg a többi településrész, Johovac, Šabići és Vučković kisebb házcsoportokat képeznek.

## Népessége
| Nemzetiségi csoport | Népesség 1991 | Népesség 2013 |
| ------------------- | ------------- | ------------- |
| Szerb               | 11            | 0             |
| Bosnyák             | 1211          | 789           |
| Horvát              | 0             | 0             |
| Jugoszláv           | 0             | 0             |
| Egyéb               | 15            | 5             |
| Összesen            | 1237          | 794           |

## Története
A település már a középkorban is lakott volt. A Crkvina nevű lelőhelyen kőből épített, rendezetlen alapokkal rendelkező, késő középkori templom maradványait azonosították.
Badić nevét egy bizonyos Badáról kapta, aki elsőként telepedett itt le. Veliki Badić régi mecsete a régi minarettel és a muszlim iskolával együtt 1790-ben épült. A második világháború során lerombolták, de a háború után újjáépítették. A jelenlegi mecset elődjét 1992-ben építették, de a boszniai háború során felgyújtották, a minaretet pedig aláaknázták és felrobbantották. Csak a csupasz falak maradtak. Az újjáépítés 2002 júniusában kezdődőtt és az új mecset 2005-ben nyílt meg. A mecset mellett található az imám háza, melynek földszintjén található a muszlim iskola és kazánház.
A Veliki Badić-Mustelji muszlim gyülekezetből vált ki a Šabići gyülekezet. Ennek a gyülekezetnek 1897 óta külön mecsete van minarettel és iskolával. A gyűlekezet teljes elszakadása 1930-ban ment végbe. Az elszakadásról való megegyezés után nekiláttak az új mecset építésének, amelyet 1931 és 1933 között építettek fel. Az építés fő kezdeményezője Arif Šabić volt, a földet Sulejman Šabić adományozta. Az első
az előadó Ahmet Šabić volt, a mecset megnyitója pedig 1933-ban volt, és az egyik első imám Bećir Ćoralić efendi volt benne. A hitélet 1941-ig működött, amikor a gyülekezet tagjai kénytelenek elhagyni otthonaikat, 1942-ben pedig a csetnikek felgyújtották a mecsetet is. A második világháború befejezése után új gyülekezeti ház és iskola épült, ahol a vallási foglalkozásokat tartották, és nem sokkal ezután azonban a kommunista hatóságok elvették és az anyakönyvi hivatalt helyezték el benne Ez idő alatt az imámok a gyülekezet tagjainak házaiban laktak. Ez a helyzet egészen az 1950-es évekig tartott, amikor az akkori kommunista hatalom visszaadta a gyülekezetnek a gyülekezeti házat. Ebben az időszakban kezdődött el és fejeződött be a sorban második mecset építése, mely 1962-ben nyílt meg. 1992 májusában a szerb csetnikek ezt is lerombolták a gyülekezeti házat kirabolták, majd felgyújtották, így csak a falak maradtak. A boszniai háború után 2001-ben tették le az új mecset alapjait és 2004. május 22-én nyitották meg. A mecset és az imámház mellett az iskolával együtt kazánházzal és egy garázs is épült.

## Nevezetességei
- Középkori templomának maradványai a Crkvina lelőhelyen.
- A Veliki Badić-i mecset 2002 és 2005 között épült.
- A šabići mecsetet 2001 és 2004 között építették.